# Storemosse (Ås socken, Halland)
Storemosse är en sjö i Varbergs kommun i Halland och ingår i Viskans huvudavrinningsområde.